# Selbstbestäubung

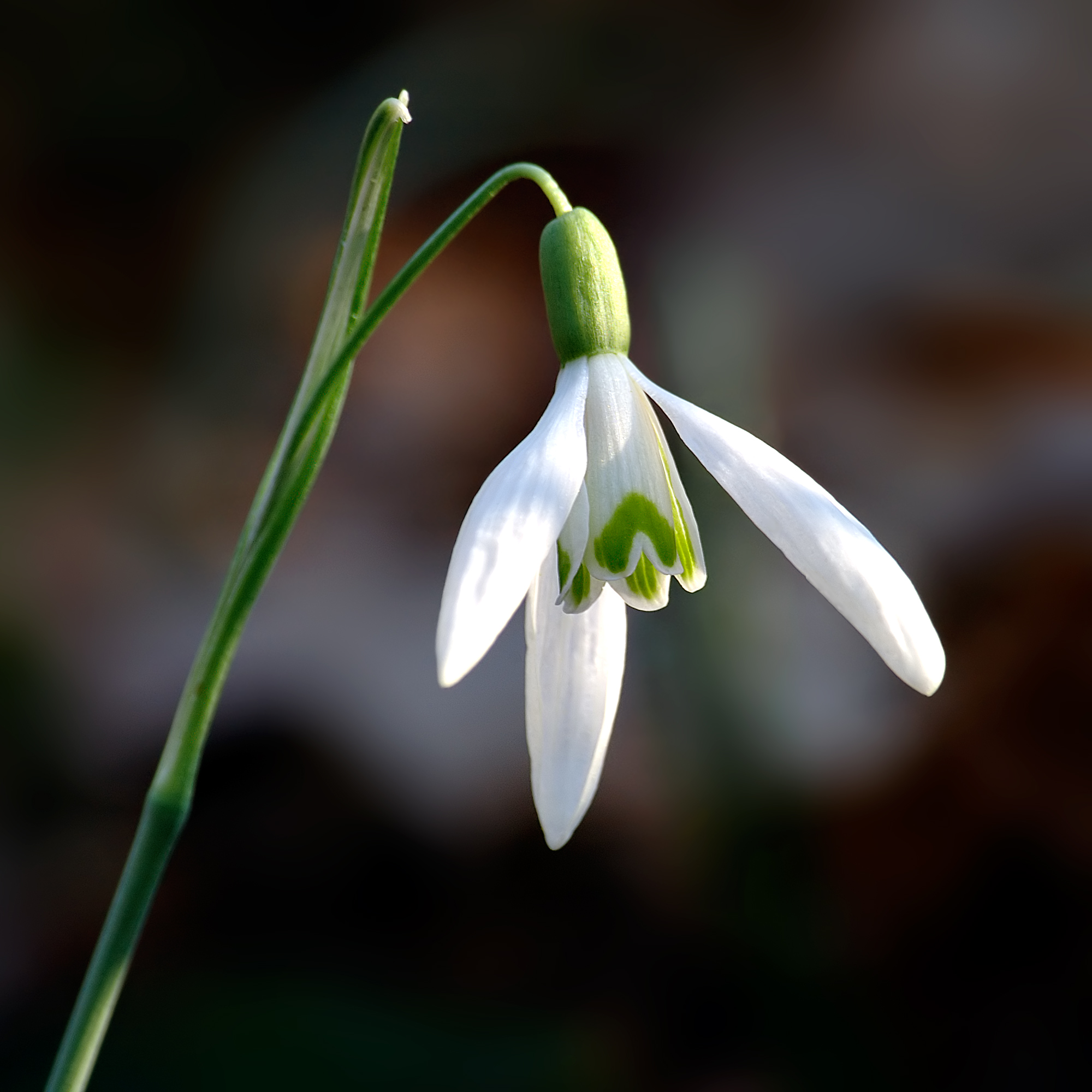
Mangels Bestäuber im zeitigen Frühjahr bestäubt sich das Kleine Schneeglöckchen (Galanthus nivalis) häufig selbst.

Der Begriff Selbstbestäubung oder direkte bzw. homokline Bestäubung bedeutet, dass bei einer Pflanze die Blüten von ihrem eigenen Pollen bestäubt werden. Dabei kann es sich nur um hermaphroditische Blüten handeln. Sie kann direkt, spontan (obligat) oder indirekt (fakultativ) aufgrund von Umweltbedingungen geschehen.

## Vorgang
Die Selbstbestäubung geschieht häufig beim Schließen einer Blüte, falls die Staubblätter die Narbe dann berühren. Findet die gezielte Selbstbestäubung schon vor dem Öffnen der Blüte statt, so spricht man auch von Kleistogamie. Der andere Fall, Bestäubung in der geöffneten Blüte, wird als Chasmogamie bezeichnet.
Eine spezielle, seltene Art der chasmogamen, indirekten Selbstbestäubung ist die Regenbestäubung, die Ombrophilie (Ombrogamie), einer durch Regen benetzten Blüte. Bei Regen füllen sich die Blütenschalen mit Wasser und der Pollen wird so von den Staubbeuteln auf die Narbe übertragen. Dies ist nicht dasselbe wie die Ombrochorie, die Verbreitung von Samen durch Regentropfen.
Eine häufige Folge der Selbstbestäubung ist die Selbstbefruchtung, sofern keine Schutzmechanismen durch Selbstinkompatibilität existieren. 
Das Gegenteil der Selbstbefruchtung ist die Fremdbefruchtung (Allogamie) (Fremdbestäubung; Xeno- und Geitonogamie). Führt die Autogamie zur Befruchtung nennt man dies Autokarpie. Das gleichzeitige Reifen von Staubblättern und Narben einer zwittrigen Blütenpflanze, so dass Selbstbestäubung möglich wird, bezeichnet man als Homogamie, der andere Fall ist die Dichogamie.
Die Selbstbefruchtung und die Nachbarbefruchtung (Geitonogamie) sind genetisch gleichwertig; Endogamie (autogenetische Bestäubung, Inzucht) (inbreeding). Die Geitonogamie und die Autogamie werden unter der Individual- bzw. Eigenbestäubung (Idiogamie, inbreeding) zusammengefasst.

## Vorteile
Die Selbstbestäubung kann besonders für Pionierpflanzen, die durch Ferntransport ausgebreitet werden, von Vorteil sein. Dies bietet den Pflanzen die Möglichkeit, auch als einzelnes Individuum eine große Population aufzubauen. Lebensräume, an denen selbstbestäubende Pflanzen sehr verbreitet sind, sind vor allem Inseln (Inselflora) und Extremstandorte mit fehlenden Bestäubern (Wüste/Arktis). Dabei ist der Anteil selbstbestäubender Pflanzen besonders auf Inseln sehr hoch. Einige dieser Pflanzen lassen in einem frühen Stadium ihrer Blüte Fremdbestäubung zu und gehen erst im Endstadium der Blütezeit zu Selbstbestäubung über.

## Nachteile
Selbstbestäubung reduziert die genetische Variabilität und kann durch Inzuchtdepression zu weniger gesundem Nachwuchs führen.
Deshalb besitzen viele Pflanzenarten Mechanismen, die Selbstbestäubung unwahrscheinlicher machen oder gar ausschließen, verhindern:
- genetische Selbstinkompatibilität:  Hierbei wird durch genetische Faktoren eine Selbstbefruchtung verhindert.
- Dichogamie: Zeitliche Trennung der Produktion von männlichen und weiblichen Gameten, dementsprechend gibt es vormännliche (Proterandrie) und vorweibliche Blüten (Proterogynie). Die gleichzeitige Reife nennt man Homogamie.
- Herkogamie: Räumliche Trennung der männlichen und weiblichen Geschlechtsorgane innerhalb einer Blüte.

Dichogamie und Herkogamie können eine Bestäubung innerhalb einer Blüte nicht immer verhindern. Daher haben viele Arten weitere Vermeidungsmechanismen entwickelt.
Häufig sind solche Inkompatibilitätssysteme auch morphologisch erkennbar:
- Heteromorphie: ein bekanntes Beispiel ist die Aniso- oder Heterostylie (Verschiedengriffeligkeit) oder die Enantiostylie (Schiefgriffligkeit).
- Ein weiteres Beispiel ist die Adynamandrie, At-, Autatrygie, die Unfruchtbarkeit mit eigenem Pollen oder die Funktionsunfähigkeit männlicher Blütenorgane z. B. Hedychium coccineum.[7][8]
- Flexistylie: Hier verhindert ein Beweglicher Griffel die Selbstbestäubung. Abhängig vom Reifungsgrad der Staubblätter bewegt sich der Griffel hoch oder runter.[9][10]
- Heterodynamie oder Scheinzwitterigkeit: Bezeichnung für scheinbar zwitterige Blüten mit ungleich entwickelten (ungleichmächtig), bis funktionslosen Staubbeuteln oder Narben.[11]